# Azoren
Die Azoren sind eine Inselgruppe im Atlantischen Ozean und eine autonome Region Portugals. 2021 verzeichnete die Region 236.657 Einwohner und eine Bevölkerungsdichte von 106 Einwohnern pro km². Die Region hat eine Fläche von 2.351 km², die sich in 1 Subregion, 19 Kreise und 155 Gemeinden unterteilt. Die Hauptstadt der Region ist Ponta Delgada, mit 68.809 Einwohnern in der gesamten Gemeinde und 29.622 im Stadtgebiet die größte Stadt der Region.
Die Azoren umfassen neun größere und mehrere kleinere Inseln, die 1369 km westlich vom europäischen Festland (Cabo da Roca) liegen. Die kürzeste Entfernung (Insel Flores) zu Nordamerika (Neufundland in Kanada) beträgt 1930 km, die Entfernung zu New York etwa 3600 km.
Verwaltungstechnisch bilden die Azoren zusammengefasst eine autonome Region Portugals, die Região Autónoma dos Açores, und gehören somit zur Europäischen Union.

## Geographie und Geologie

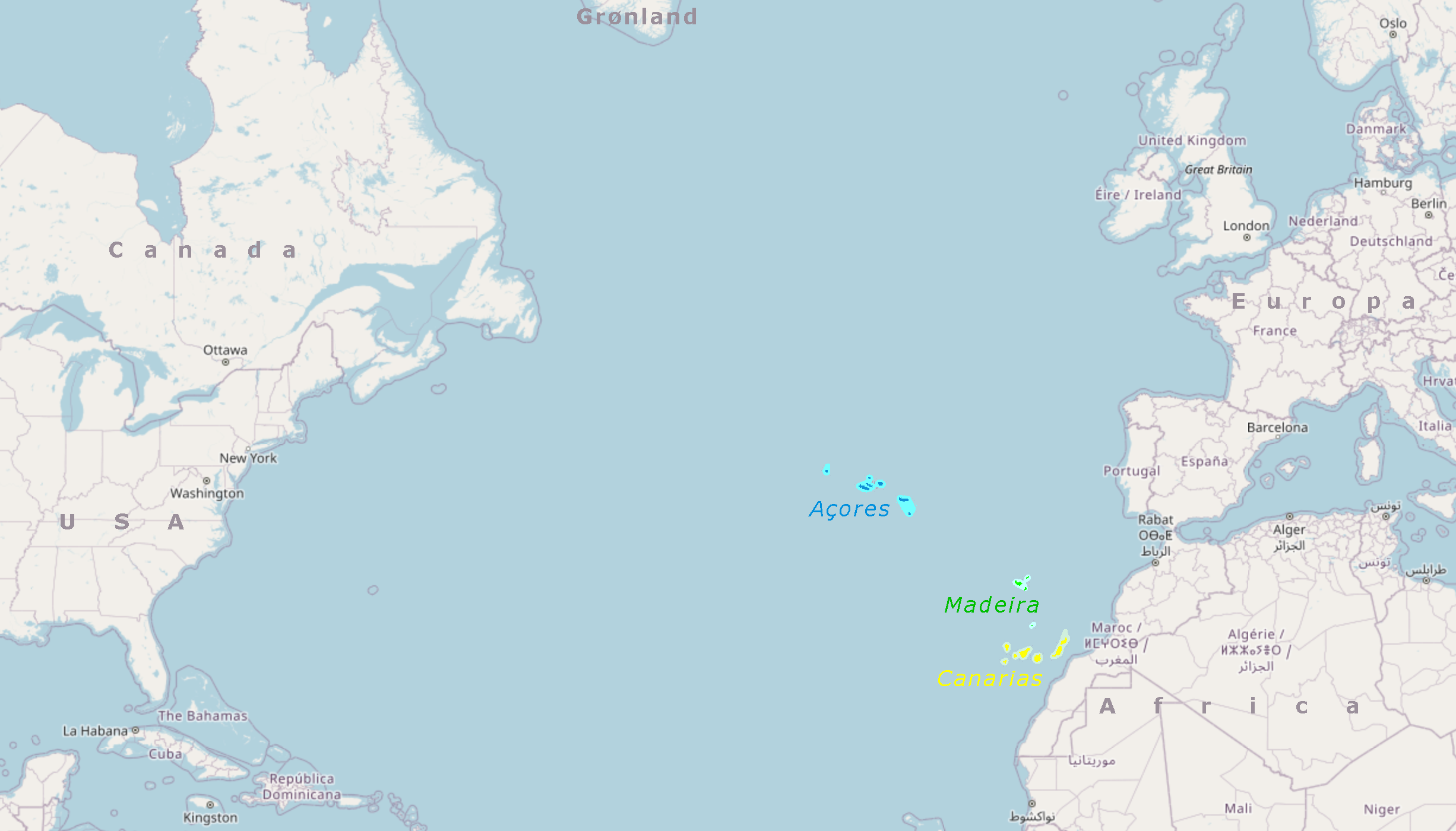
Azoren (blau), Madeira (grün) und kanarische Inseln (gelb) im Nordatlantik

### Lage
Die Azoren liegen auf 36° 43' bis 39° 56' N und 24° 46' bis 31° 16' W und umfassen in Summe 2330 Quadratkilometer Landfläche. Sie sind Teil des Mittelatlantischen Rückens und liegen auf der Plattengrenze zwischen der Eurasischen Platte und der Nordamerikanischen Platte. Die westlichsten Inseln Flores und Corvo gehören geologisch bereits zur Nordamerikanischen Kontinentalplatte. Zusammen mit Madeira, den Kanaren und den Kapverdischen Inseln bilden die Azoren die biogeographische Region Makaronesien.

### Inselgruppen
Die neun großen Inseln werden in drei Gruppen unterteilt:
- Grupo Ocidental (Westliche Gruppe): Corvo und Flores.
- Grupo Central (zentrale Gruppe): Faial mit der Inselhauptstadt Horta, dem Hauptanlaufpunkt für Atlantiküberquerer, Pico mit Hauptort Madalena, São Jorge, Graciosa und Terceira. Hauptstadt von Terceira ist das als Weltkulturerbe anerkannte Angra do Heroísmo, das nach dem Erdbeben von 1980 wiederaufgebaut wurde.
- Grupo Oriental (Östliche Gruppe): Santa Maria, die Formigas, eine unbewohnte Inselgruppe, und São Miguel, die größte Insel (Hauptinsel) der Azoren, deren Hauptstadt Ponta Delgada zugleich Hauptstadt des gesamten Archipels und auch unter anderem Hauptsitz der auf mehreren Inseln angesiedelten Universität der Azoren ist.

Der gleichnamige Vulkan auf der Insel Pico ist mit 2351 m die höchste Erhebung Portugals.
Alle Inseln des Archipels sind vulkanischen Ursprungs. Nur die geografisch älteste Insel, Santa Maria, weist zusätzlich Sedimentgesteine auf.

## Klima und Klimawandel
Die Azoren sind durch ein ozeanisch-subtropisches Klima geprägt. Die Lage inmitten des Atlantischen Ozeans sorgt dafür, dass Jahreszeiten und Temperaturextreme sehr ausgeglichen sind, d. h. für die Breitenlage sehr milde Winter und nicht so heiße Sommer. Zudem sind die Luftmassen aufgrund des langen Wegs über dem offenen Ozean relativ feucht. Zugleich befinden sich die Inseln die meiste Zeit des Jahres unter dem Einfluss der subtropischen Hochdruckzone (Rossbreiten). Das Azorenhoch, dem Volksmund oft bekannter als die Inseln selbst, ist dabei keinesfalls durch beständigen Sonnenschein geprägt. Aufgrund der hohen Luftfeuchtigkeit entstehen häufig, aber nicht immer, tiefe, mal geschlossene, mal aufgelockerte Wolkenschichten (Passatwolke). Anders als z. B. im Falle der Kanaren oder Madeira ist die Windrichtung auf den Azoren aber nicht vorherrschend aus Nordost (NO-Passat), sondern wechselnd; manchmal gibt es aufgrund einer Lage mitten in der Hochachse auch sehr schwache Winde. Generell bringen diese tiefen Wolken keinen oder nur sehr schwachen Niederschlag.
Die Inseln liegen mit 36 bis 40 Grad geographischer Breite wesentlich nördlicher als Madeira und die Kanaren und können daher ganzjährig von Tiefausläufern erreicht werden. Im Hochsommer herrschen etwa 50 % Sonnenschein und vorwiegend trockene Bedingungen vor. Ab September nimmt der Tiefeinfluss jedoch an Häufigkeit zu, mitunter geraten die Inseln auch in den Randeinfluss von alternden tropischen Stürmen; selten, etwa einmal pro Jahrzehnt, überqueren Reste von Tropenstürmen sogar unmittelbar die Inseln und können dort für starke Winde und intensive Niederschläge sorgen. Der „Azorenwinter“ zwischen Dezember und April erinnert eher an den September in Mitteleuropa: er kann sowohl durch relativ ruhige, milde Hochdrucklagen wie auch durch intensives Westwetter mit heftigen Stürmen, Regenfronten, Gewitter etc. geprägt sein. Vielfach dominiert den ganzen Monat über entweder das Hoch oder der Tiefdruckeinfluss. Tiefdruckgeprägte Wintermonate können extrem regenreich sein (bis zu 300 mm), hochdruckgeprägte dagegen trocken verlaufen.
Das Klima auf der am meisten westlich gelegenen Insel Flores ist wesentlich wolken- und regenreicher als auf der östlich gelegenen Insel Santa Maria. Flores hat ca. 1600 Sonnenstunden (etwa wie im Ruhrgebiet), Santa Maria ca. 1900 Stunden (etwa wie im Oberrheingraben). Die Niederschläge variieren zwischen 900 mm auf Santa Maria (auch etwa wie im Ruhrgebiet) und rund 1500 mm auf Flores (etwa wie im Berchtesgadener Land). Besonders signifikant ist der Unterschied im Sommer, wo Santa Maria oft trocken bleibt und damit dem mediterranen Klima ähnelt, während es auf Flores öfter regnet, wodurch Flores wegen der sehr hohen Temperaturen in Tieflagen schon fast feucht-tropisch anmutet.
In höheren Lagen der Vulkangipfel nimmt die Sonnenscheindauer weiter ab und die Niederschlagsmenge zu; mancherorts können über 5000 mm erreicht werden (so heftig wie etwa in Südostasien). Ab 400 m Seehöhe ist auch Nebel sehr häufig, insbesondere im Winter, da die Wolkenschichten sehr tief hängen.
Die Temperaturen liegen im Azorenwinter im Mittel bei 11 °C in der Nacht und 17 °C am Tag. Kalte Nächte bringen etwa 6 °C, sehr milde Tage rund 22 °C (Wassertemperatur 16 °C). Die Tieflagen der Inseln sind völlig frostfrei und ermöglichen damit auch manchen tropischen Pflanzen das Überleben. Erst ab ca. 400 m kann Frost auftreten, ab ca. 800 m in seltenen Fällen Schneefall. Der Vulkangipfel auf Pico ist mit 2300 m Höhe im Winter sehr häufig schneebedeckt.
Im Sommer (August) erreicht die mittlere Temperatur milde 19 °C in der Nacht und 25 °C am Tag. Kühle Sommernächte haben 15 °C, warme Sommertage erreichen die 30-Grad-Celsius-Marke. Die Wassertemperaturen betragen 22–24 °C.
Die Azoren sind von den Auswirkungen des Klimawandels betroffen; so zeigt eine Studie von Karnauskas et al. (2016) in der Fachzeitschrift Nature Climate Change auf, dass ein fortschreitender Klimawandel zu zunehmender Trockenheit führt und bis zum Jahr 2090 zu einer vollständigen Austrocknung der Inseln führen könnte.

## Natur

### Überblick
Die Azoren weisen eine große biologische Vielfalt auf und wurden von Conservation International als Biodiversitäts-Hotspot ausgewiesen.
Biogeographisch sind sie weitgehend isoliert, so dass sich eine Reihe endemischer Arten entwickelte. Lediglich zusammen mit Madeira, den Kanaren und Kapverdischen Inseln bilden die Azoren noch die biogeographische Region Makaronesien. Außerdem gehören sie zum Mediterranen Becken, das sich von den Azoren bis nach Jordanien erstreckt.
Seit der Ankunft der ersten Siedler auf den Inseln litt die heimische Flora und Fauna dramatisch. Hauptfaktoren sind die Degradation von Landschaften, Abholzung, konventionelle Landwirtschaft und eingeführte exotische Arten, die den endemischen Arten das Habitat streitig machen. Der für die Azoren vormals typische Laurisilva (Lorbeerwald) findet sich nach wie vor auf einzelnen Inseln, ist aber weitgehend durch Bestände des Australischen Klebsamenbaums (Pittosporum undulatum) verdrängt worden.
Obwohl die Natur der Azoren großem Druck von Touristen ausgesetzt ist, sind Maßnahmen für einen wirksamen Naturschutz noch in den Anfängen begriffen. Informationszentren, Ranger und Gebiete mit kontrollierten Zugängen oder gekennzeichneten Pfaden gibt es aber schon auf allen Inseln. Weite Bereiche der Inseln stehen außerdem unter Naturschutz.

### Landschaft

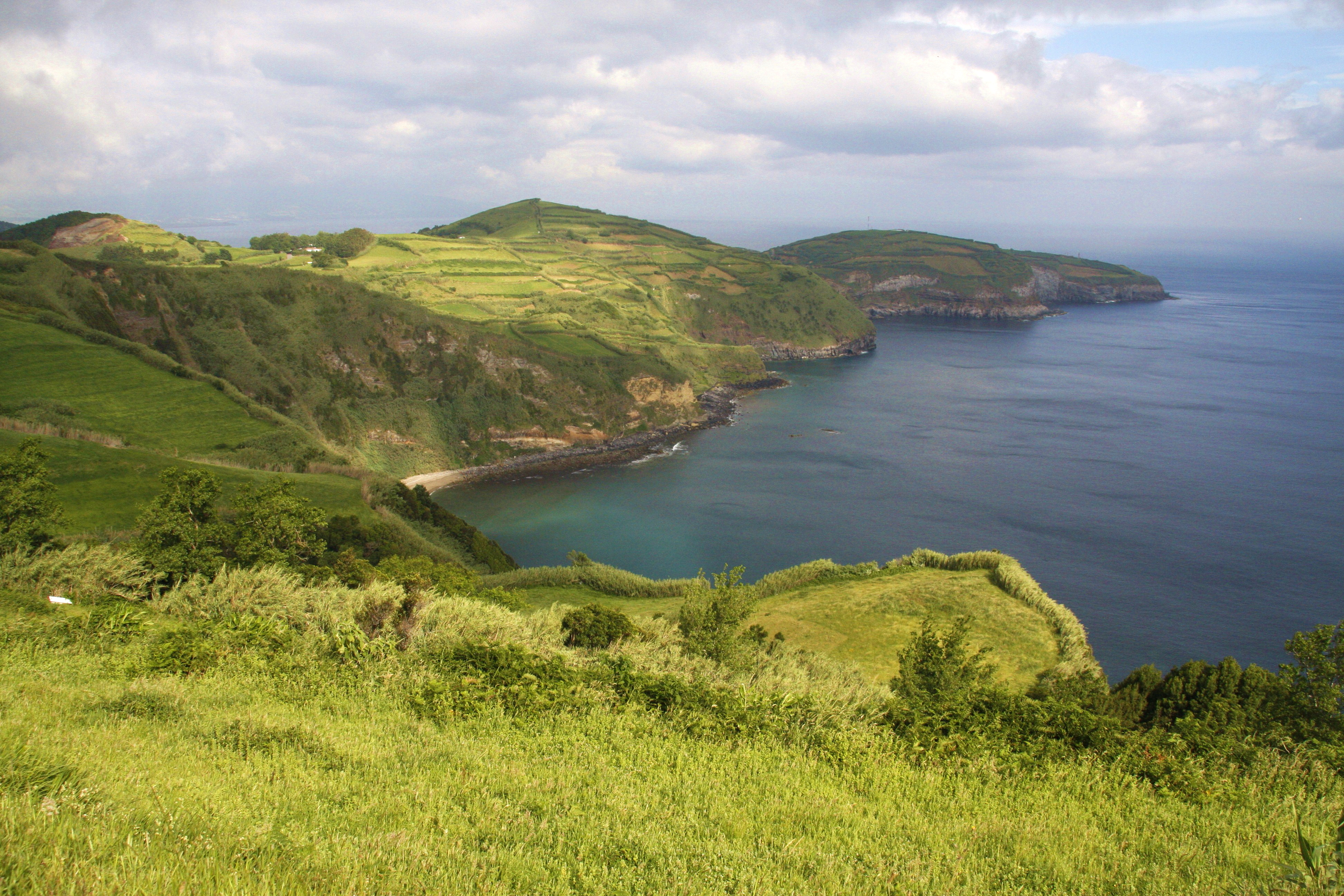
Typische Küstenlinie der Azoren auf São Miguel

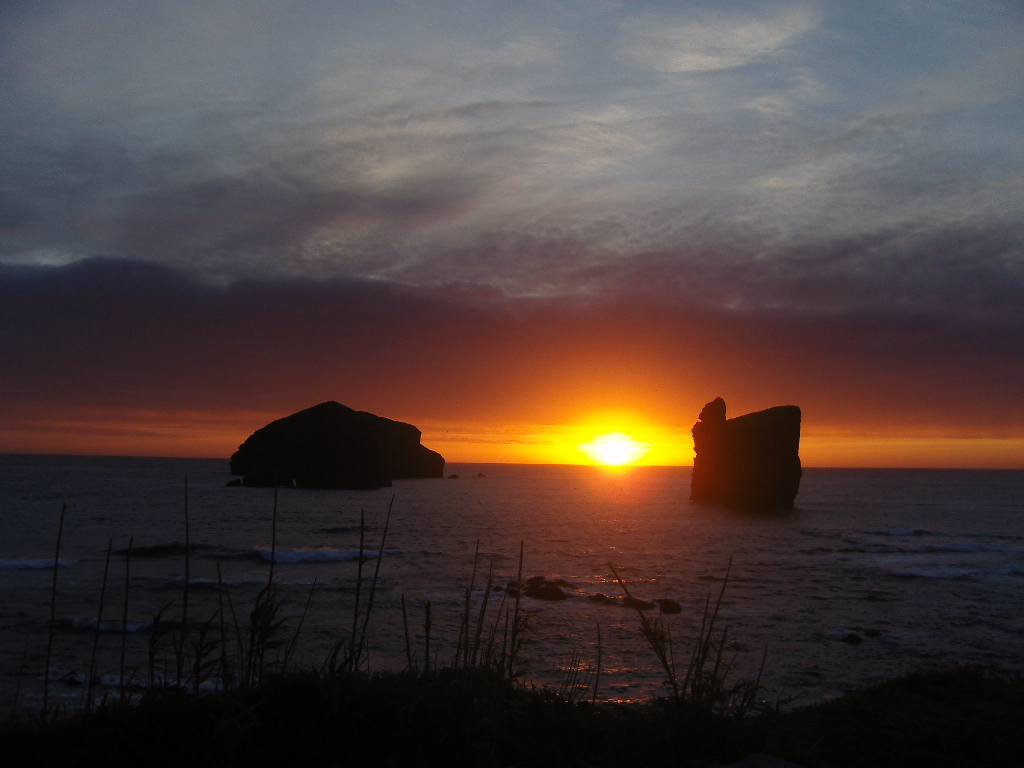
Sonnenuntergang in Mosteiros auf São Miguel

Die Vegetation auf den Azoren ist aufgrund des humiden Klimas üppig. Daneben findet man aber auch eher karge, vulkanische Landschaften.

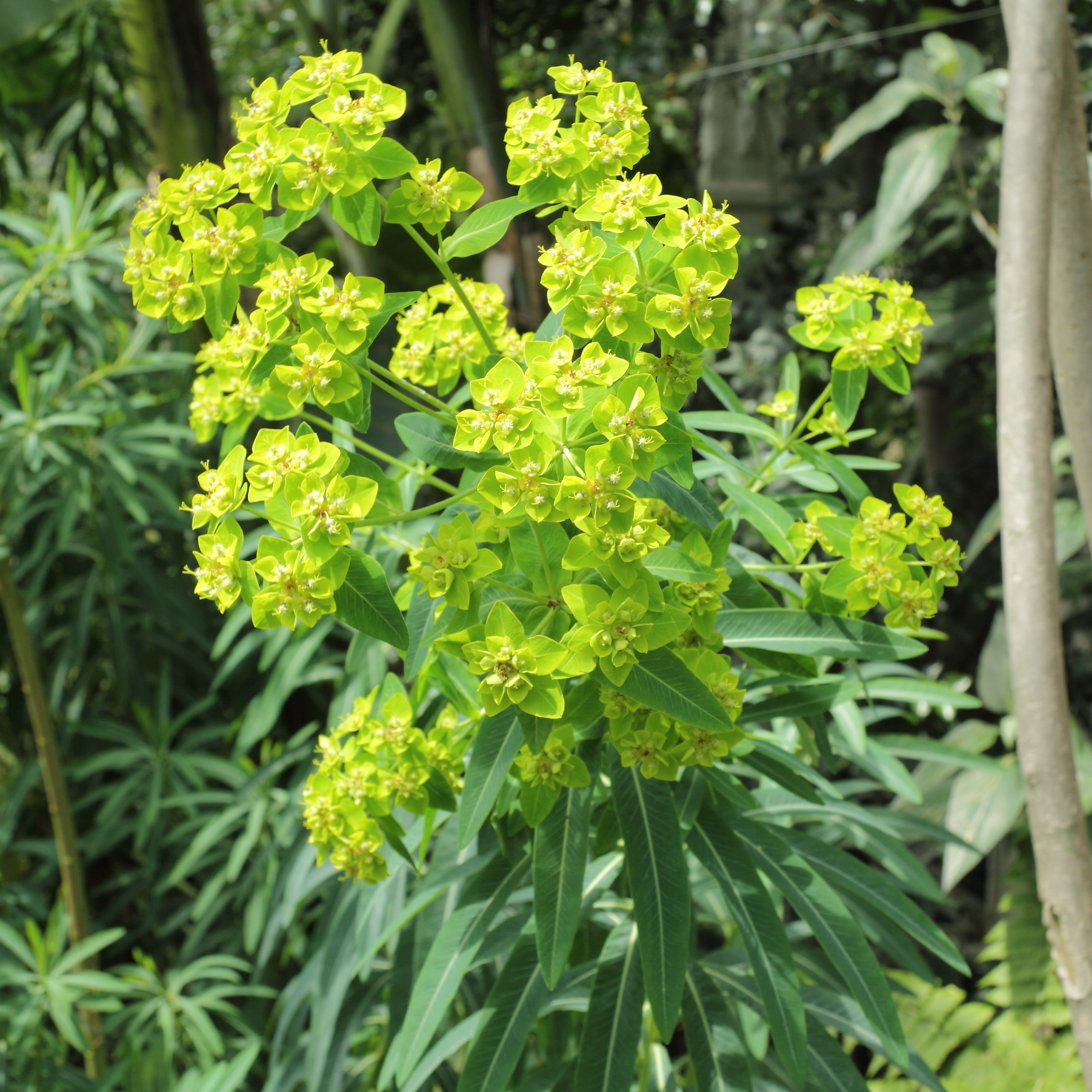
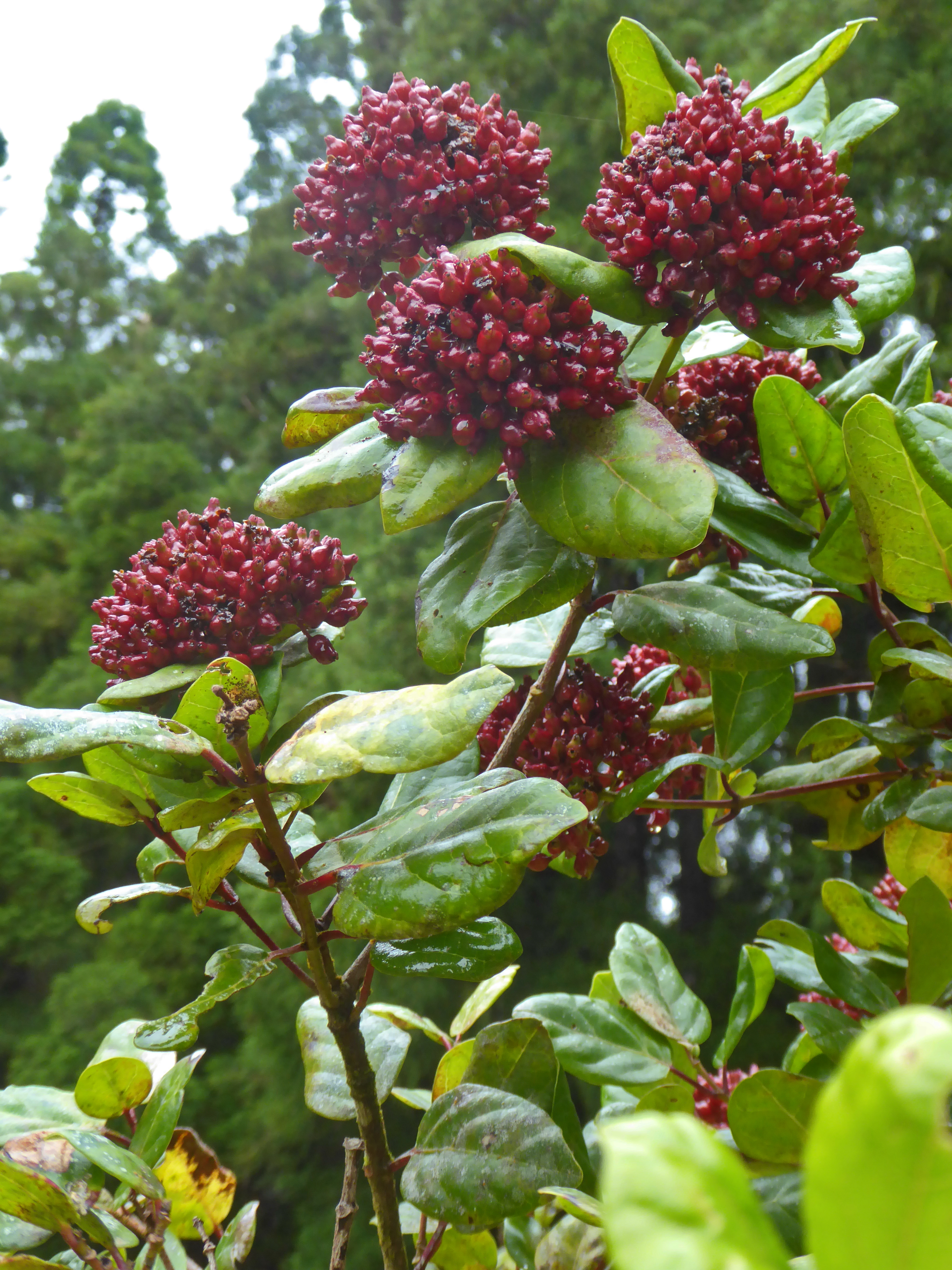
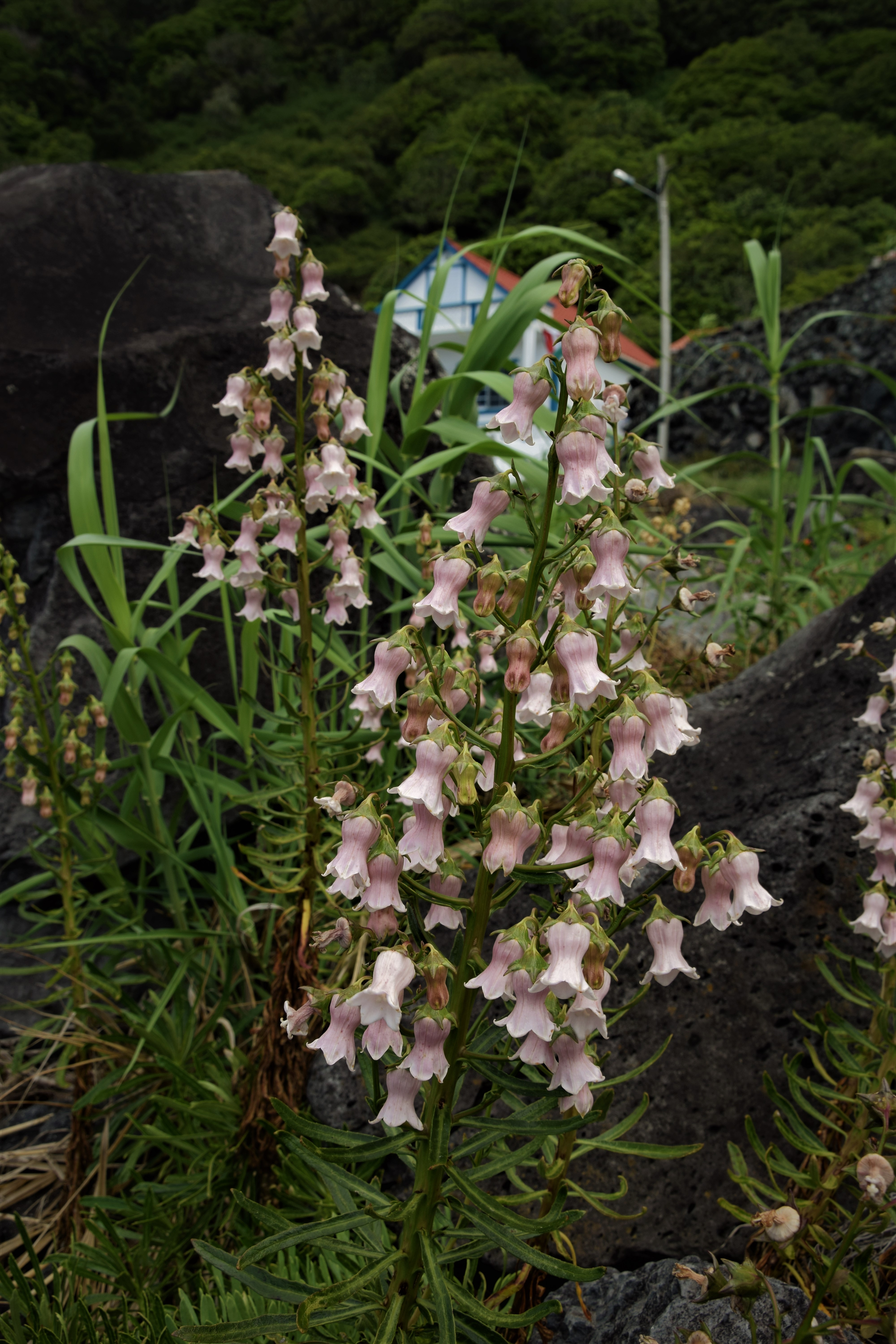
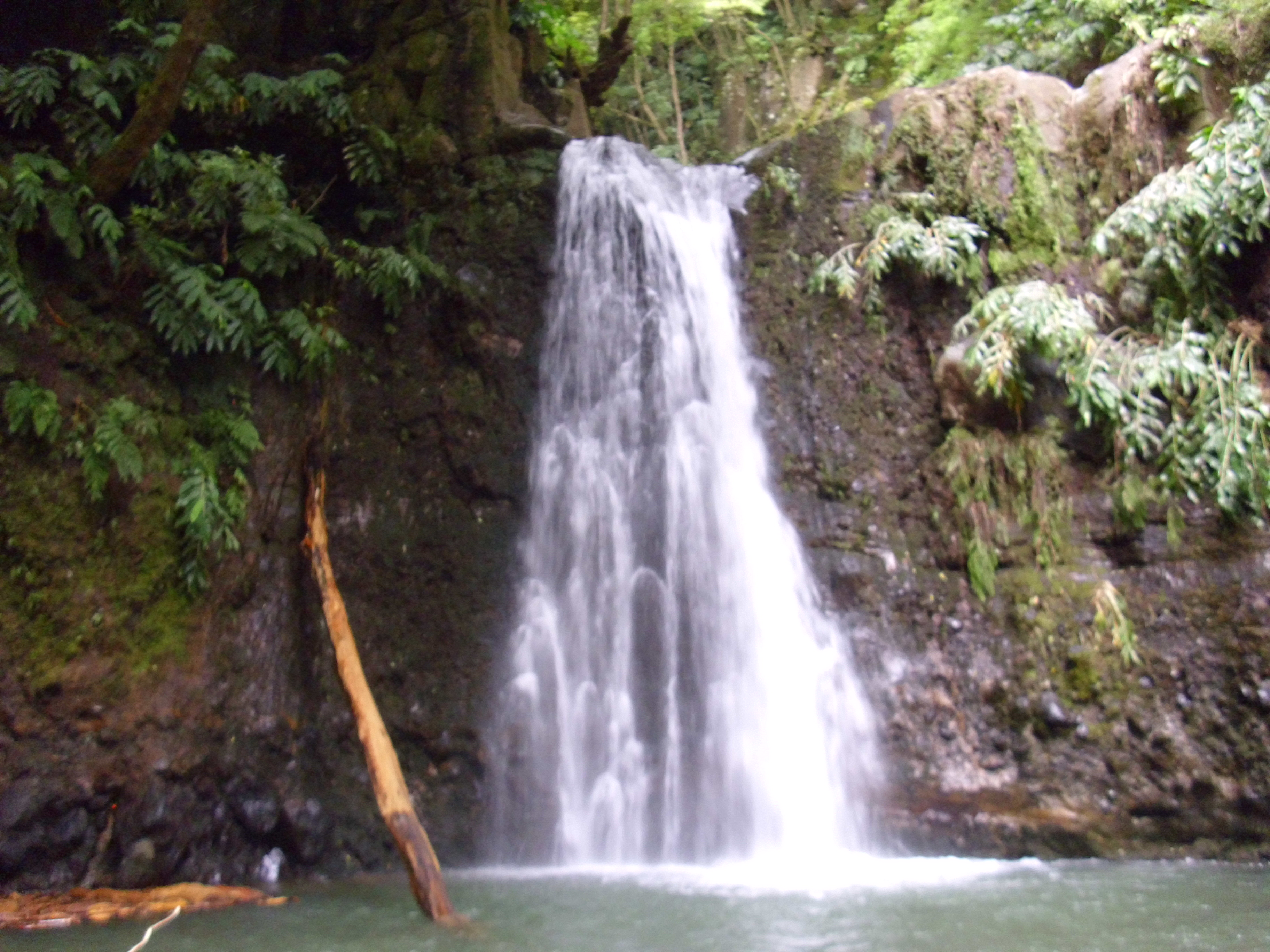

### Flora und Vegetation
Etwa 70 Pflanzenarten sind endemisch, kommen also nur auf den Azoren vor. Auffällig ist in Hecken und an Waldrändern Rubus hochstetterorum, eine Brombeerart mit außergewöhnlich großen, hellrosa Blüten. Deutlich seltener ist die weißblühende, sukkulente Azorenglockenblume (Azorina vidalii), die man an manchen naturnahen Felsküsten noch finden kann. Die bis zu 5 Meter hohe Garten-Hortensie (Hydrangea macrophylla), die das Bild der Azoren dominiert, ist dagegen erst Ende des 19. Jahrhunderts aus Asien eingeführt worden und mittlerweile eine große Bedrohung für die endemischen Arten. Weitere invasive Pflanzenarten sind Hedychium gardnerianum aus der Familie der Ingwergewächse, eingeführt aus dem Himalaja, der Australische Klebsame (Pittosporum undulatum), der den heimischen Azoren-Lorbeer (Laurus azorica) weitgehend verdrängt haben.

### Fauna

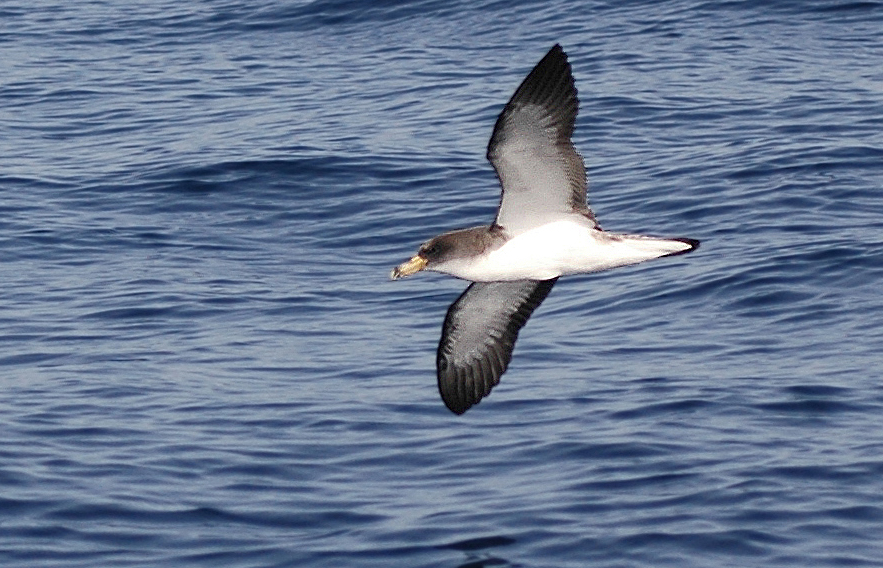
Gelbschnabel-Sturmtaucher

Eine große Rolle spielen marine Arten. So sind im Laufe der Zeit vor den Küsten des Archipels 38 Wal- und Delphinarten gesichtet worden. Bedingt durch den warmen Golfstrom tummeln sich um die Inseln etwa 500 Fischarten, wodurch die Azoren eines der fischreichsten Gebiete der Welt sind.
Die Avifauna der Inseln ist artenarm. Es gibt lediglich zwei endemische Arten, von denen der Azorengimpel am bekanntesten ist. Ihn gibt es nur noch in wenigen hundert Individuen im Nordosten von São Miguel. Häufig ist dagegen der „Cagarro“, Gelbschnabel-Sturmtaucher (Calonectris diomedea). Die Inseln bieten Seevögeln eine Ruhestation auf dem Zug ins Winter- oder Sommerquartier über den Atlantik, die Zugrouten der Landvögel verlaufen nicht über die Azoren.
Viele Arten, die heute auf den Azoren vorkommen, wurden eingeführt. Außer Fledermäusen gibt es keine ursprünglich einheimischen Säugetierarten.

## Geschichte

### Frühgeschichte
Karthagische und kyrenische Münzen aus dem 4. Jahrhundert v. Chr., die 1749 auf der Insel Corvo entdeckt worden sein sollen, deuten darauf hin, dass die Azoren eventuell bereits von den Phöniziern besucht wurden. Zweifel bezüglich dieses Fundes äußerte 1836 bereits Alexander von Humboldt. Hasso Pfeiler datierte die Münzen ins 3. Jahrhundert v. Chr., Hans Hellmuth Kricheldorf konnte zeigen, dass von den neun Münzen nur eine aus Kyrene stammte. In der Antike gab es Sagen um Inseln im Atlantik; so wird auch eine der Lokalisierungshypothesen zu Atlantis auf die Azoren bezogen (Ignatius Donnelly, 1882).
Der portugiesische Archäologe Nuno Ribeiro entdeckte 2010/2011 ein Hypogäum und andere Felsbearbeitungen, die auf eine steinzeitliche Besiedlung schließen lassen, die Ähnlichkeit mit den Megalithkulturen des Mittelmeerraumes vor 2000 Jahren v. Chr. aufweist. Die wenigen Funde erlauben bisher keine genaue Einordnung.
Als gesichert kann gelten, dass die Azoren zwischen 700 und 850 n. Chr. von Menschen bewohnt waren. Diese brachten ihr Vieh mit auf die Insel. Vermutet wird, dass die Siedler aus Norwegen kamen. Die mitochondriale DNA von Hausmäusen auf den Azoren zeigt, dass ein Teil der heutigen Mäuse-Populationen ihren Ursprung in den Ländern hat, die von Wikingern besiedelt waren.

### Entdeckung
Die Inseln sind erstmals auf den Portolankarten des 14. Jahrhunderts verzeichnet, so im Medici-Atlas (1351) und dem Atlas Catalan (1375). Sie werden dort als neun Inseln in drei Gruppen entlang einer falschen Nord-Süd-Achse und mit falschen Umrissen verzeichnet. Dies könnte auf Sichtungen zurückgehen, die Seefahrer bei der Rückkehr von den Kanarischen Inseln gemacht haben, wenn sie das „volta-do-mar“-Manöver durchführten (man segelt erst nach Nordwesten, um dort auf stetige Westwinde zu treffen). Eine der frühesten Expeditionen zu den Kanarischen Inseln ist hierbei für das Jahr 1341 belegt.
Die Azoren wurden 1427 von Diogo de Silves im Auftrag von Heinrich dem Seefahrer aufgesucht und für Portugal in Besitz genommen. Der portugiesische Name Ilhas dos Açores  („Habichtsinseln“) entstand nach offizieller azoreanischer Darstellung aufgrund der zahlreich dort lebenden Bussarde, die die portugiesischen Eroberer zunächst fälschlich für Habichte hielten. Der Name blieb auch nach Entdeckung des Irrtums erhalten.

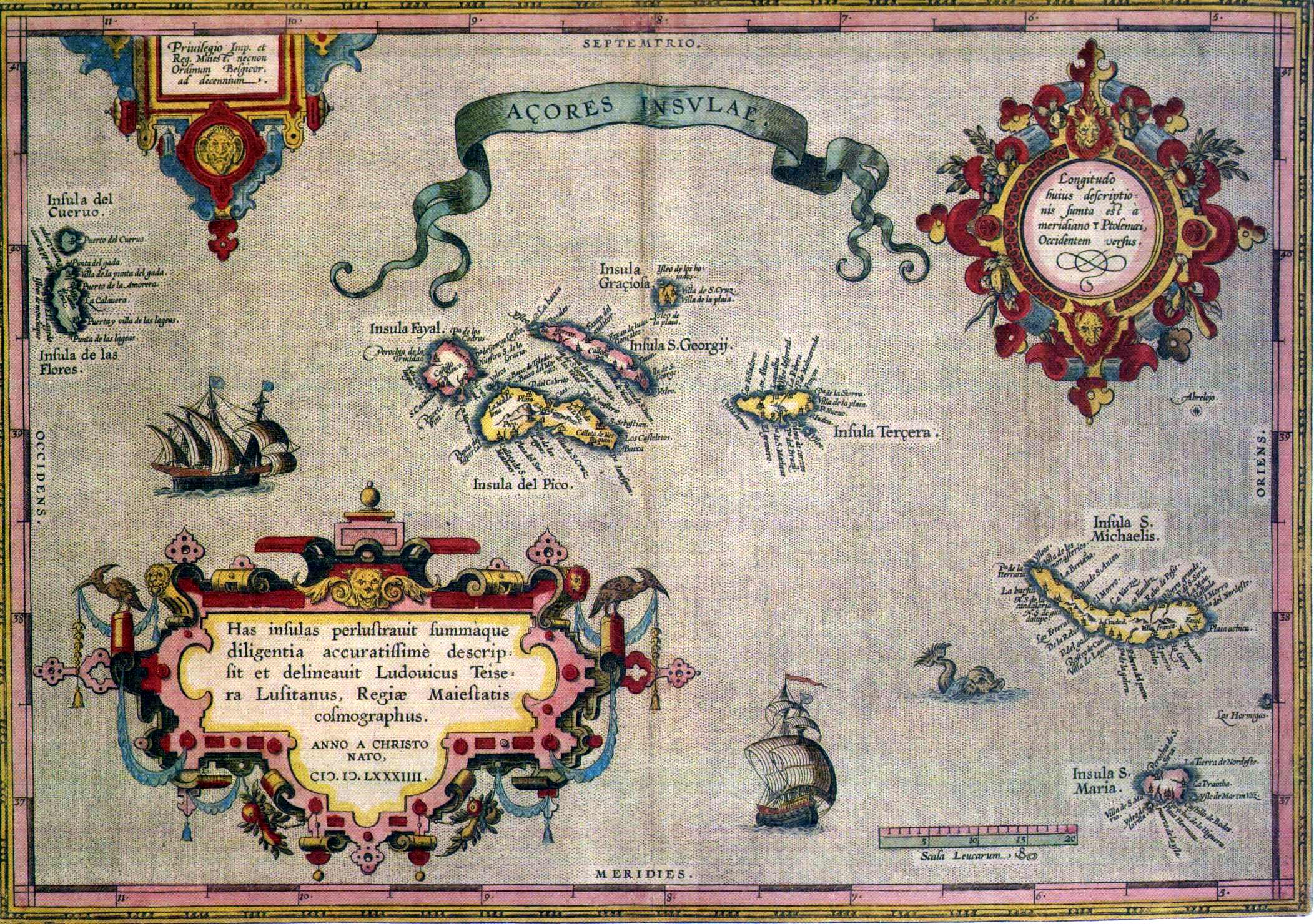
Karte aus dem Jahr 1584 von Abraham Ortelius

Die Besiedlung durch Portugal begann Mitte des 15. Jahrhunderts, zuerst ab 1431 auf der Insel Santa Maria. Auf Initiative von Isabella von Portugal, der Schwester von Heinrich dem Seefahrer, die mit Philipp dem Guten von Burgund verheiratet war, gehörten zu den frühen Siedlern nicht nur portugiesische Bauern, sondern auch Flamen, da die Niederlande zum Herrschaftsbereich von Burgund gehörten. Auf der Insel Faial erinnern noch heute die Windmühlen und der Ortsname Flamengos daran. Die Azoren wurden bald ein wichtiger Stützpunkt auf dem Weg zu den Besitzungen in Mittel- und Südamerika. So besuchte Christoph Kolumbus die Inseln 1493 auf dem Rückweg von seiner ersten Entdeckungsfahrt.

### Portugiesische Besiedlung
1580 wurde Philipp II. von Spanien in Personalunion Philipp I. von Portugal. Die Azoren versagten dem spanischen König zunächst die Anerkennung. So kämpften die Bewohner der Insel Terceira mit allen Mitteln, unter anderem mit Stieren, gegen die spanischen Truppen. 1583 unterwarf sich Terceira der spanischen Krone. Erst 1640 wurde Portugal wieder unabhängig. 1694 kam es zur Taro-Revolte auf São Jorge, als die Besteuerung auf die Ernteerträge stark angehoben wurde. Der Aufstand wurde im Frühjahr 1696 niedergeschlagen.
1759 wurden die Jesuiten von den Inseln vertrieben. 1770 erklärte Minister Sebastião José de Carvalho e Melo, Marquês de Pombal, die Azoren zur Kolonie. Nach dem Niedergang des Zuckerrohranbaus erlebten mit Beginn des 19. Jahrhunderts die Azoren wieder eine wirtschaftliche Blüte. Orangen, Ananas, Tee und Tabak wurden angebaut und erzielten gute Erträge. Die Orangenplantagen wurden jedoch Ende des 19. Jahrhunderts durch Schädlinge vernichtet. Der Walfang wurde intensiviert und durch den Aufbau einer Walfangflotte durch Portugal unterstützt. Zu dieser wirtschaftlichen Entwicklung trugen auch die guten Beziehungen zu den Vereinigten Staaten von Amerika bei. Viele Bewohner der Azoren heuerten auf amerikanischen Walfangschiffen an und wanderten dauerhaft aus.
Mit der zunehmenden Technisierung wurden die Azoren zur Schaltstelle zwischen Amerika und Europa. Die aufkommende Dampfschifffahrt benötigte Häfen zur Versorgung mit Kohle, weshalb Kohlebunker angelegt wurden. Ab 1893 verband das erste Unterseekabel über Faial die beiden Kontinente.

### 20. und 21. Jahrhundert
In den 1930er Jahren landeten die ersten Transatlantikflüge im Linienverkehr mit großen Wasserflugzeugen im Hafen von Horta.
Nachdem der 1941 von den USA gefasste militärische War Plan Gray zur Annexion der Inseln nicht umgesetzt wurde, entdeckten diese aber die versteppte Westseite der Insel Santa Maria als geeignetes Gelände für einen Großflughafen. Ab 1944 begannen sie den Bau des Flughafens Santa Maria, der mit einer Pistenlänge von 3 km einen erheblichen Teil der von nur 5.780 Menschen bewohnten und 97 km² großen Insel beansprucht und bis in die 1970er Jahre als Zwischenstopp für Transatlantikflüge diente. Heute landet im Sommer zweimal täglich ein Flugzeug der lokalen Fluggesellschaft, um Badetouristen den Besuch der Insel zu ermöglichen. Internationale Flüge landen allerdings nicht auf dem ehemaligen Militärflugplatz. 1943 bauten die Amerikaner auf der Insel Terceira ihren bereits 1913 gegründeten Stützpunkt aus; ein Flugfeld ermöglichte es der US-Luftwaffe im Zweiten Weltkrieg, große Flugverbände einzusetzen. In den 2010er Jahren wurde China ein mittel- und langfristiges Interesse an diesen Einrichtungen unterstellt.
1975/1976 wurden die Azoren autonome Region innerhalb Portugals (Região Autónoma dos Açores) mit einer Regionalregierung in Ponta Delgada und einem Regionalparlament in Horta. Der Vertreter der Republik Portugal residiert in Angra do Heroismo.
Nach dem EU-Beitritt Portugals wurde die Milchwirtschaft erheblich intensiviert und verdrängte zum Teil die Plantagenwirtschaft. Der Tourismus und insbesondere auch der Ökotourismus werden für die Azoren immer wichtiger. 2008 wurde auf der Hauptinsel São Miguel ein neuer Yachthafen eingeweiht, neue Straßen werden gebaut und der Flugverkehr zu den Azoren und zwischen den Inseln nimmt stetig zu.
Die Azoren wurden immer wieder von Vulkanausbrüchen und Erdbeben heimgesucht. Der letzte Ausbruch führte 1957 zur Entstehung des Vulkans Capelinhos an der Küste der Insel Faial. Etwa 2000 Menschen mussten umgesiedelt werden, und viele Bewohner wanderten in die USA aus, die durch ein Sondergesetz ihre Immigration ermöglichten. 1980 erschütterte ein Erdbeben die Insel Terceira und zerstörte deren Hauptstadt Angra do Heroísmo. Das letzte größere Beben ereignete sich 1998, es tötete auf der Insel Faial zehn Menschen und machte Tausende obdachlos.

## Bevölkerung
Auf den Azoren leben insgesamt 236.440 Einwohner (Stand 2021), die überwiegend portugiesische Staatsbürger sind.
Sie sind zu 95 Prozent römisch-katholisch. Evangelische Gemeinden, vor allem Gemeinden der Igreja Evangélica Baptista, gibt es auf São Miguel, Terceira und Faial.

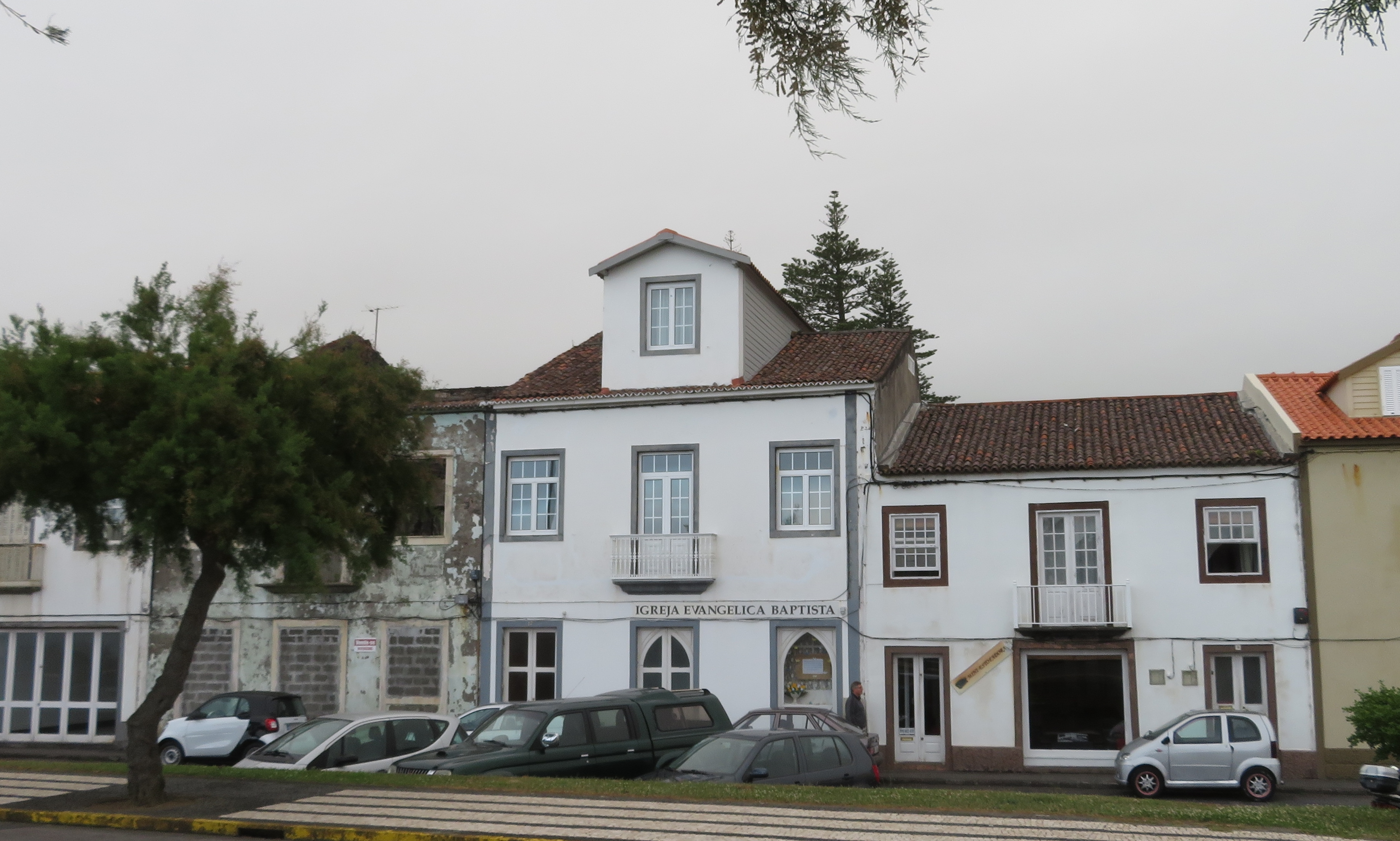
Evangelische Kirche in Horta auf Faial

Im 15. und frühen 19. Jahrhundert sowie 1933–1945 kam es zur verstärkten Einwanderung von Juden. So wanderten 1818/19 viele jüdisch-marokkanische Händlerfamilien ein, die erheblich dazu beitrugen, den Fernhandel der Azoren zu entwickeln. Eine Synagoge, die noch heute zu besichtigen ist, wurde 1836 in Ponta Delgada auf São Miguel erbaut. Dort und auf den Inseln Terceira, Faial und Graciosa gibt es noch heute jüdische Friedhöfe.
Nach Jahrzehnten der Auswanderung in die USA (im 19. Jahrhundert oft auch als Besatzung von Walfangschiffen), nach Kanada und Brasilien sowie in neuester Zeit nach Portugal verzeichnen die größten Orte auf São Miguel wieder bescheidene Bevölkerungszuwächse.
Die Bevölkerung spricht untereinander sehr differierende Dialektformen der portugiesischen Sprache. So können Festlandportugiesen die Einheimischen oft schwer verstehen.

## Politik und Verwaltung

### Allgemeines
Die Azoren bilden seit 1976 die Região Autónoma dos Açores. Die Aufgaben der Hauptstadt sind geteilt. Sitz des Präsidenten und der Regionalregierung ist Ponta Delgada auf der Insel São Miguel. Das Regionalparlament, die Assembleia Legislativa dos Açores, hat ihren Sitz in Horta auf Faial, der Vertreter der Republik Portugal residiert in Angra do Heroísmo auf Terceira.
Präsident der Autonomen Region Azoren ist seit 20. November 2020 José Manuel Bolieiro von der Partido Social Democrata.

### Präsidenten der Autonomen Region Azoren
- Altino Pinto de Magalhães, 27. August 1975 bis 8. September 1976 (Regionale Junta der Azoren)
- João Bosco Mota Amaral, 8. September 1976 bis 20. Oktober 1995 (Partido Social Democrata)
- Alberto Madruga da Costa, 20. Oktober 1995 bis 9. November 1996 (Partido Social Democrata)
- Carlos César, 9. November 1996 bis 6. November 2012 (Partido Socialista)
- Vasco Cordeiro, 6. November 2012 bis 24. November 2020 (Partido Socialista)
- José Manuel Bolieiro, seit 24. November 2020 (Partido Social Democrata)

### Verwaltungsgliederung
Bis 1976 gab es auf den Azoren drei politische Distrikte: Ponta Delgada, Angra do Heroísmo und Horta. Diese entsprachen den Distrikten in Festlandportugal. Mit dem Autonomiestatut wurden die Distrikte auf den Azoren jedoch aufgehoben. Anders als das portugiesische Festland sind die Azoren auch nicht in Interkommunale Gemeinschaften (Comunidades Intermunicipais) gegliedert, sodass die gesamte Autonome Region Azoren zugleich eine der 25 für statistische und Planungszwecke definierten Subregionen (Sub-regiões) im Sinne der NUTS 3 bildet.
Die Azoren sind heute in 19 Kreise (Municípios) aufgeteilt.
Diese sind als unterste administrative Einheit in 155 Gemeinden (Freguesias) unterteilt. Als einziger Kreis Portugals hat Corvo keine Gemeinde.

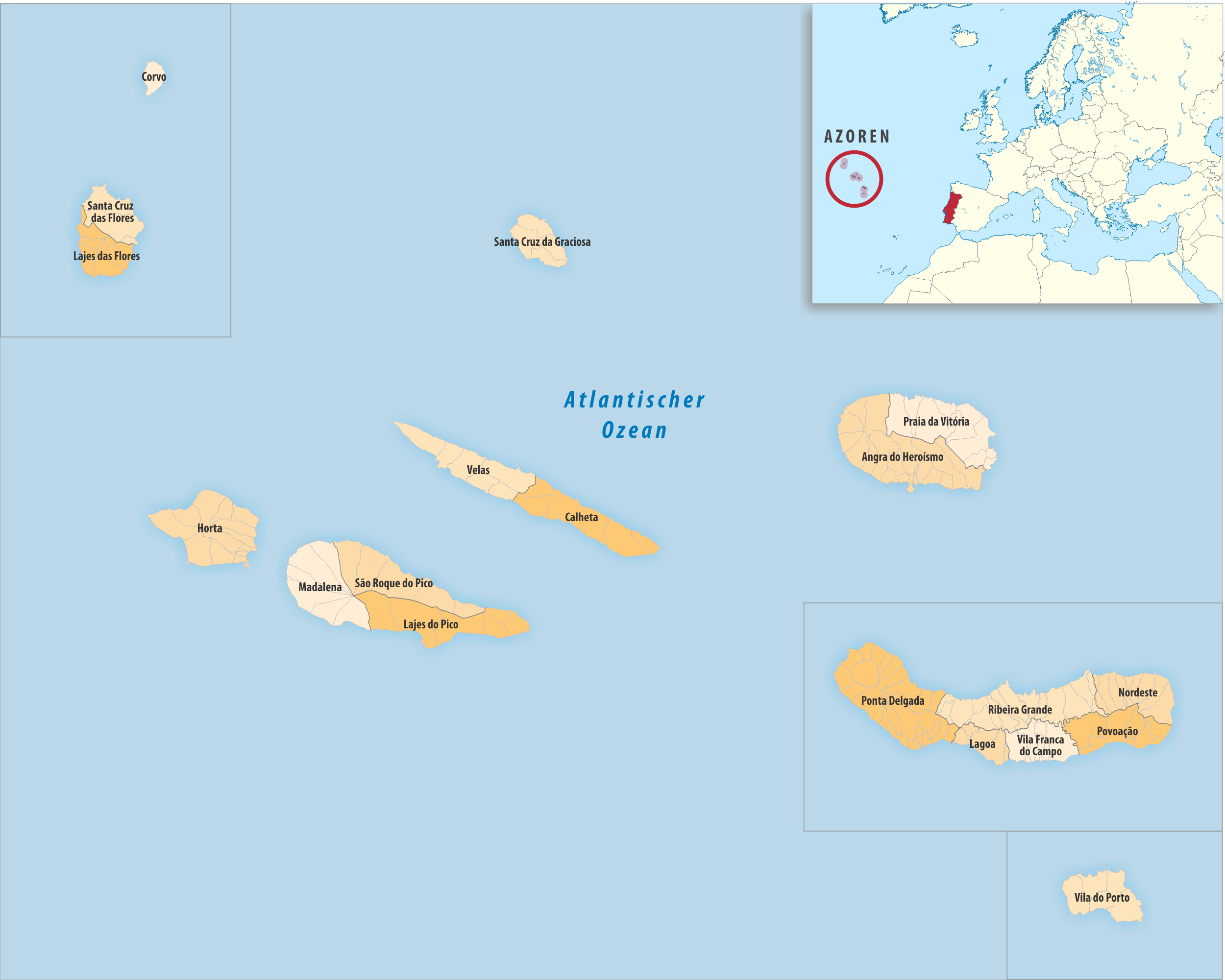
Administrative Aufteilung der Azoren

Die Kreise sind:
| Kreis                  | Anzahl Gemeinden | Einwohner (2021) | Fläche km² | Dichte Einw./km² | LAU- Code | Insel       |
| ---------------------- | ---------------- | ---------------- | ---------- | ---------------- | --------- | ----------- |
| Angra do Heroísmo      | 19               | 33.771           | 239,01     | 141              | 4301      | Terceira    |
| Calheta                | 5                | 3.437            | 126,27     | 27               | 4501      | São Jorge   |
| Corvo                  | 0                | 384              | 17,11      | 22               | 4901      | Corvo       |
| Horta                  | 13               | 14.331           | 173,04     | 83               | 4701      | Faial       |
| Lagoa                  | 5                | 14.189           | 45,60      | 311              | 4201      | São Miguel  |
| Lajes das Flores       | 7                | 1.408            | 70,04      | 20               | 4801      | Flores      |
| Lajes do Pico          | 6                | 4.340            | 155,31     | 28               | 4601      | Pico        |
| Madalena               | 6                | 6.319            | 147,11     | 43               | 4602      | Pico        |
| Nordeste               | 9                | 4.368            | 101,46     | 43               | 4202      | São Miguel  |
| Ponta Delgada          | 24               | 67.229           | 232,97     | 289              | 4203      | São Miguel  |
| Povoação               | 6                | 5.791            | 106,41     | 54               | 4204      | São Miguel  |
| Praia da Vitória       | 11               | 19.463           | 161,25     | 121              | 4302      | Terceira    |
| Ribeira Grande         | 14               | 31.388           | 180,14     | 174              | 4205      | São Miguel  |
| Santa Cruz da Graciosa | 4                | 4.090            | 60,66      | 67               | 4401      | Graciosa    |
| Santa Cruz das Flores  | 4                | 2.020            | 70,91      | 28               | 4802      | Flores      |
| São Roque do Pico      | 5                | 3.220            | 142,35     | 23               | 4603      | Pico        |
| Velas                  | 6                | 4.936            | 117,39     | 42               | 4502      | São Jorge   |
| Vila do Porto          | 5                | 5.406            | 96,89      | 56               | 4101      | Santa Maria |
| Vila Franca do Campo   | 6                | 10.323           | 77,96      | 132              | 4206      | São Miguel  |
| Azoren                 | 155              | 236.413          | 2.321,88   | 102              | 2         | –           |

### Fahne und Wappen

Wappen der Azoren
Flagge der Azoren

## Wirtschaft

### Zusammenfassung
Im Vergleich mit dem BIP (Bruttoinlandsprodukt) der EU ausgedrückt in Kaufkraftstandards erreichen die Azoren einen Indexwert von 61.1 (EU-25:100, 2003). Im Jahr 2017 betrug die Arbeitslosenquote 9 %. Die Azoren gelten als eine, im europäischen Durchschnitt gesehen, wirtschaftsschwache Region Europas und erhalten Fördergelder der EU. Da die Azoren während der Diktatur Portugals, die bis 1974 reichte, stark vernachlässigt wurden, sind die Kosten des nachhaltigen Aufbauens enorm.

### Verkehr
Jede der neun Inseln verfügt über einen modernen Flughafen, die regelmäßig von Kurz- und Langstreckenflugzeugen unterschiedlicher Airlines angeflogen werden. Der wichtigste Flughafen befindet sich in Ponta Delgada. Der Flugverkehr zwischen den Inseln wird insbesondere von der Fluggesellschaft SATA Air Açores abgewickelt. Die Azores Airlines führt Linienflüge zu verschiedenen Zielen in Europa und Nordamerika durch. Im Jahr 2005 wurde die Reederei Atlânticoline gegründet, die Schiffsverbindungen zwischen den einzelnen Azoreninseln betreibt.

### Landwirtschaft
Bedeutendste Wirtschaftszweige auf den Inseln sind die Vieh- und Milchwirtschaft. Exportiert werden hauptsächlich Milch, Milchprodukte sowie Rindfleisch.
Die Azoren sind, neben einer Plantage im englischen Cornwall, der einzige europäische Standort, an dem Tee angebaut wird (zwei Plantagen auf der Insel São Miguel). 2012 wurden auf einer Fläche von 42 ha 136 t Tee geerntet. Der Tee weist sehr wenig Teein auf, im Gegensatz zu den Teesorten aus Asien und Afrika. Ein Großteil des Tees geht nach Festland-Portugal, insbesondere der bekannte Chá Gorreana, der Rest wird von der Bevölkerung selbst verbraucht. Die Teeplantagen sind zudem eine Touristenattraktion.
Der Ananasanbau auf São Miguel erfolgt in Gewächshäusern und ist sehr arbeitsintensiv, so dass die einheimischen Sorten teurer sind als die Importe aus Zentralamerika oder Afrika. 2012 wurden auf einer Fläche von 260 ha 3250 t Ananas geerntet. Für den Eigenverbrauch wird auf den Azoren auch Yams angebaut: Die Anbaufläche betrug 2012 115 ha und erbrachte eine Ernte von 1900 t.

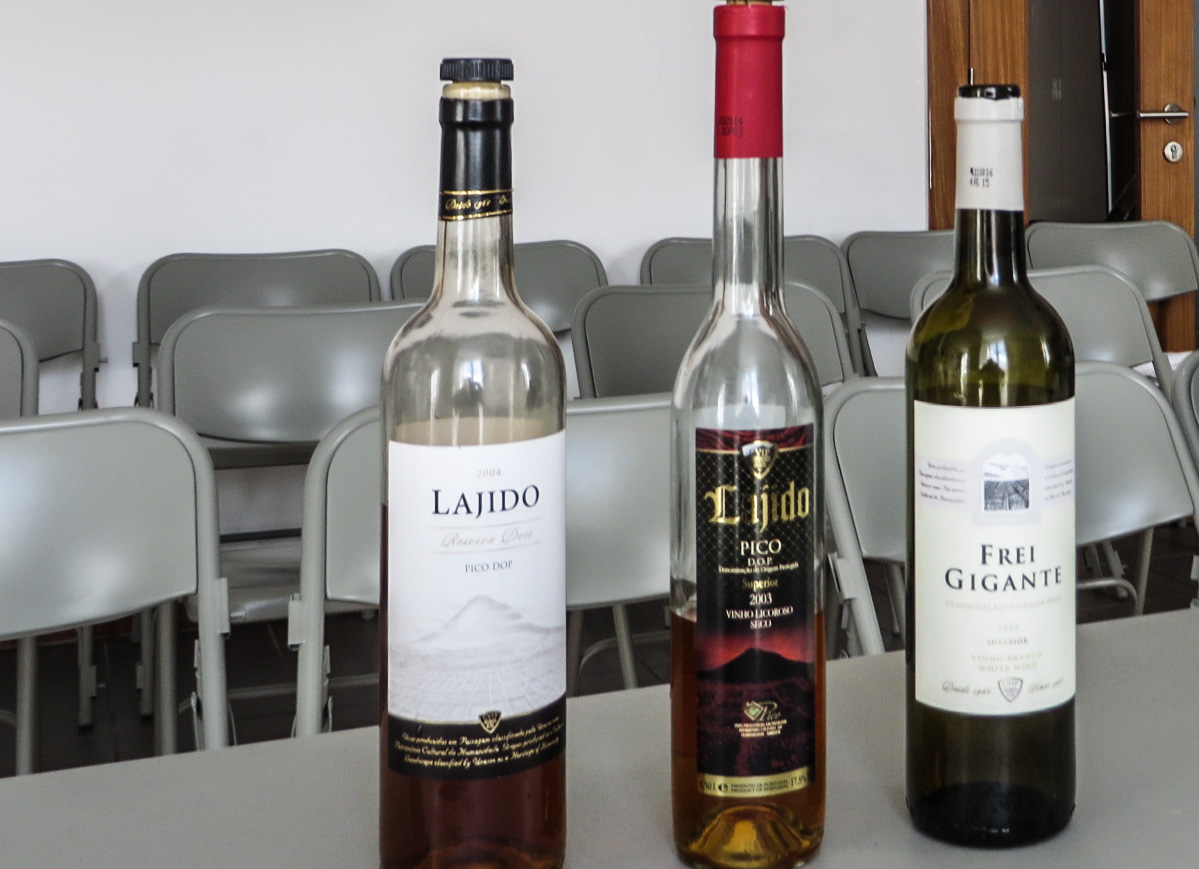
DOC-Weißweine aus Pico

Weinbau wird in nennenswertem Umfang auf der Insel Pico (seit 2004 als UNESCO-Weltkulturerbe), auf der Insel Graciosa und auf der Insel Terceira betrieben. Nach den Rückschlägen durch die Reblausplage im 19. Jahrhundert wird der Wein der Azoren (anders als in Madeira) kaum mehr exportiert.
An Meeresfisch wird unter anderem Thunfisch gefangen und in Dosen konserviert.

### Tourismus
Wegen ihrer Ursprünglichkeit und des einzigartigen Klimas mit milden, nie extremen Temperaturen gewinnt auch der Tourismus auf den immergrünen Azoren zunehmend an Bedeutung, so verdoppelte sich die Passagierzahl am wichtigsten Flughafen in Ponta Delgada zwischen 2014 und 2017. Neben den Festland-Portugiesen und internationalen Seglern stellen Touristen aus Deutschland, Frankreich und Italien eine große Besuchergruppe dar, ebenso wie Reisende aus den Neuengland-Staaten der USA sowie aus Kanada, die oft ausgewanderte Vorfahren von den Azoren haben.
Die Anreise erfolgte früher per Schiff. Heute erfolgt die Anreise von verschiedenen Flughäfen in Europa, Kanada und den USA zu den internationalen Flughäfen in Ponta Delgada (São Miguel), Lajes bei Angra do Heroísmo (Terceira), Horta (Fajal) oder Madalena (Pico).
Da es keine ausgedehnten Sandstrände gibt, sind Azoren-Urlauber meist Naturliebhaber und Wanderer. Transatlantische Segler nutzen die Häfen von Horta (Fajal) und Ponta Delgada (São Miguel) für Zwischenstopps. Auf mehreren Inseln wird Walbeobachtung angeboten.
Aufgrund ihrer exponierten Lage im offenen Atlantik und dem Golfstrom, der relativ warmes Wasser anspült, gibt es rund um die Azoren zahlreiche Großfische und Meeressäuger, weshalb die Azoren auch bei Tauchern beliebt sind. Die stellenweise starke Strömung macht jedoch die Tauchgänge eher anspruchsvoll und für Anfänger ungeeignet. Auf allen neun Inseln gibt es inzwischen Tauchbasen, die auch geführte Tauchgänge anbieten.
Verschiedene Heil- und Thermalquellen machen den Ort Furnas (auf der Hauptinsel São Miguel) seit langem zu einem attraktiven Kurort, nicht nur für Festland-Portugiesen. Weitere heiße Quellen, die zum Baden genutzt werden, befinden sich in der Caldeira Velha unterhalb des Pico da Barrosa sowie im Meer bei Ginetes (Ponta da Ferraria), beides auf São Miguel.

## Die Inselgruppen im Detail

### Größen der Inseln
| Östliche Inseln  | (Grupo Oriental)  |
| Zentralgruppe    | (Grupo Central)   |
| Westliche Inseln | (Grupo Ocidental) |

| Insel       | Ost-West km | Nord-Süd km | Fläche km² | Höhe m | Name der Erhebung      | Einwohner 2016 | Bev.-Dichte Einw./km² | Küstenlinie km | Hauptort               |
| ----------- | ----------- | ----------- | ---------- | ------ | ---------------------- | -------------- | --------------------- | -------------- | ---------------------- |
| São Miguel  | 62,0        | 15,0        | 746        | 1103   | Pico da Vara           | 138            | 185                   | 155            | Ponta Delgada          |
| Santa Maria | 17,0        | 9,5         | 97         | 587    | Pico Alto              | 5653           | 58                    | 46             | Vila do Porto          |
| Faial       | 21,0        | 14,0        | 173        | 1043   | Cabeço Gordo           | 14759          | 85                    | 80             | Horta                  |
| Pico        | 46,0        | 15,0        | 447        | 2351   | Ponta do Pico          | 13834          | 31                    | 110            | Madalena do Mar        |
| Graciosa    | 8,0         | 12,5        | 61         | 404    | Caldeira               | 4363           | 71                    | 34             | Santa Cruz da Graciosa |
| São Jorge   | 56,0        | 8,0         | 246        | 1053   | Pico da Esperança      | 8670           | 35                    | 115            | Velas                  |
| Terceira    | 29,0        | 18,0        | 397        | 1021   | Serra de Santa Barbara | 55955          | 141                   | 85             | Angra do Heroísmo      |
| Flores      | 17,0        | 12,0        | 143        | 914    | Morro Alto             | 3692           | 26                    | 48             | Santa Cruz das Flores  |
| Corvo       | 3,8         | 6,1         | 17         | 718    | Morro dos Homens       | 460            | 27                    | 18             | Vila Nova do Corvo     |

### Entfernungen der Inseln
| Seemeilen |
| Kilometer |

|                            | Santa Maria Vila do Porto | São Miguel Ponta Delgada | Terceira Angra do Heroísmo | Graciosa Santa Cruz | São Jorge Velas | Pico São Roque | Pico Madalena | Faial Horta | Flores Santa Cruz | Corvo |
| -------------------------- | ------------------------- | ------------------------ | -------------------------- | ------------------- | --------------- | -------------- | ------------- | ----------- | ----------------- | ----- |
| Santa Maria Vila do Porto  |                           | 57,0                     | 145,0                      | 191,0               | 184,0           | 180,0          | 190,0         | 195,0       | 327,0             | 336,0 |
| São Miguel Ponta Delgada   | 105,6                     |                          | 90,0                       | 142,0               | 132,0           | 140,0          | 152,0         | 154,0       | 279,0             | 283,0 |
| Terceira Angra do Heroísmo | 268,6                     | 166,7                    |                            | 48,0                | 48,0            | 52,0           | 65,0          | 70,0        | 190,0             | 192,0 |
| Graciosa Santa Cruz        | 353,8                     | 263,0                    | 88,9                       |                     | 38,0            | 42,0           | 45,0          | 46,0        | 150,0             | 150,0 |
| São Jorge Velas            | 340,8                     | 244,5                    | 88,9                       | 70,4                |                 | 9,0            | 18,0          | 20,0        | 144,0             | 149,0 |
| Pico São Roque             | 333,4                     | 259,3                    | 96,3                       | 77,8                | 16,7            |                | 12,0          | 16,0        | 144,0             | 149,0 |
| Pico Madalena              | 351,9                     | 281,5                    | 120,4                      | 83,4                | 33,4            | 22,2           |               | 4,0         | 135,0             | 140,0 |
| Faial Horta                | 361,2                     | 285,2                    | 129,7                      | 85,2                | 37,1            | 29,7           | 7,4           |             | 138,0             | 144,0 |
| Flores Santa Cruz          | 605,6                     | 516,7                    | 351,9                      | 277,8               | 266,7           | 266,7          | 250,0         | 255,6       |                   | 13,0  |
| Corvo                      | 622,3                     | 524,1                    | 355,6                      | 277,8               | 276,0           | 276,0          | 259,3         | 266,7       | 24,1              |       |

Quelle

## UNESCO-Kultur- und -Naturerbe
Auf den Azoren befinden sich zwei Stätten des UNESCO-Welterbes: das Stadtzentrum von Angra do Heroísmo (1983) und die Weinbaukulturlandschaft der Insel Pico (2004). Ferner stehen die Azoren als Teil des multinationalen Vorschlags Mittelatlantischer Rücken zur Aufnahme in das Weltnaturerbe auf der Tentativliste.
Die gesamte Landfläche der Inseln und ein Meeresgebiet von etwa 10.000 km² um sie herum sind als Geopark seit 2013 Mitglied des Global Geoparks Network und seit 2015 ein UNESCO Global Geopark.

## Umwelt

### Probleme in der Abfallwirtschaft
Die Entsorgung von Müll ist auf den Azoren problematisch. Die vorhandenen Deponien reichen nicht aus, und die geplante Müllverbrennungsanlage ist umstritten. Zudem wird Müll oft unsortiert entsorgt, was die Umweltbelastung zusätzlich erhöht. Die vorhandenen Deponiekapazitäten reichen auf den meisten Inseln nicht aus, und es fehlt an modernen Müllverbrennungsanlagen. Das steigende Abfallaufkommen verschärft die Problematik weiter. Die geplante Errichtung einer Müllverbrennungsanlage (Energiegewinnungsanlage) auf São Miguel ist politisch und gesellschaftlich umstritten. Umweltinitiativen befürchten, dass eine groß dimensionierte Anlage die Recyclingziele der EU gefährden könnte.

### Plastikmüll und Mikroplastik
Die Verschmutzung durch Plastikmüll, insbesondere Mikroplastik an Stränden und im Meer, zählt zu den gravierendsten Umweltproblemen der Azoren. Viel Müll wird vom Atlantik an die Küsten gespült, darunter auch Fischernetze, Plastikbecher und andere Kunststoffabfälle, die sowohl die Natur als auch die Tierwelt stark beeinträchtigen. Die Strände sind teilweise so stark mit Mikroplastik belastet, dass eine vollständige Reinigung kaum noch möglich erscheint.

### Veränderung des Azorenhochs
Das Azorenhoch, ein zentrales Hochdruckgebiet über den Inseln, hat sich in den letzten 100 Jahren deutlich vergrößert – ein Wandel, der in den letzten 1.200 Jahren beispiellos ist und direkt auf den menschengemachten Klimawandel zurückgeführt wird. Die Folge: Es kommt häufiger zu heißen, trockenen Wetterlagen, während wichtige Winterregen ausbleiben. Das erhöht das Risiko von Dürren auf den Azoren selbst und verschärft Trockenperioden in Südeuropa.